# Остеом коже
Остеом коже (познат и као Албрајтова наследна остеодистрофија) јесте доброћудни облик рака који се по дефиницији, односи се на присуство кости унутар коже у одсуству већ постојеће или повезане лезије. Ово је у супротности у односу на секундарне типове кожне осификације која се може јавити као реакција на инфламаторне, трауматске и неопластичне процесе.
Остеом коже је први пут пријављен 1977. године, након 20.000 узастопних биопсија коже, у току којиј је пронађено само 35 кожних остеома. Десет их је било примарно, док се 25 појавило као секундарно због друге абнормалности (што указује на његову реткост).

## Епидемиологија
Иако се сматра ретком болешћу, без добро дефинисаних података о инциденци, може се наћи мноштво стања и синдрома повезаних са остеомом коже, тако да његовог појављивања варира у складу са тим. Примарне лезије без основног узрока су још ређе, али чине око 20% свих окоштавања коже.

### Раса
Ниједна посебна раса није предиспонирана за развој остеома коже.  

### Пол
Генерално, не постоји изразита полна превласт. Међутим, код једног од узрока остеома коже, Албрајтове наследне остеодистрофије, женско мушки однос је 2:1.

### Старост
Остеом коже се може појавити у било ком узрасту.  Међутим вишеструки милијарни остеом коже најчешће се јавља код белкиња средњих година.

## Етиологија
Остеом коже може бити карактеристика неколико група пацијената  може бити секундарна промена 
- код инфламаторних болести коже,
- код трауме/ожиљка
- кожних тумора.

Може се јавити у склопу генетског синдрома или изоловано.
Албрајтова наследна остеодистрофија је последица аутозомно доминантног дефекта у алфа подјединици интрацелуларних Г протеина. Карактеристичан фенотип обухвата:
- низак раст,
- округло лице,
- дефектне зубе,
- менталну ретардацију,
- брахидактилију (четврти и пети метакарпални зглоб/ „рупица на зглобу“ Арчибалдовог знака)
- остеом меког ткива и коже.

Класично, манифестује се псеудохипопаратироидизмом (повишен ново паратироидног хормона [ПТХ], хипокалцемија, хиперфосфатемија секундарна резистенција на ПТХ бубрега). Тетанија је често секундарни знак, због ниског нивоа калцијума. Албрајтова наследна остеодистрофија може изазвати остеом коже без ендокриних абнормалности у варијанти псеудохипопаратироидизма.
Прогресивна коштана хетероплазија је такође, попут Албрајтове наследне остеодистрофије, повезана са дефектом алфа подјединице Г протеина (ГНАС1 ген). Карактерише је окоштавање дермиса у детињству, са прогресијом у поткожном и дубљем везивном ткиву током детињства. Није повезано са ендокриним променама, али може имати озбиљан утицај на раст и покретљивост зглобова.
Конгенитална плочаста остеоматоза, врста је примарног остеома коже, који испуњава следеће критеријуме:
- лезија присутна при рођењу (или у првој години живота),
- нема доказа о абнормалном метаболизму калцијума или фосфора,
- нема доказа о трауми или инфекцији,
- присуство најмање једне коштане плоче.

Конгенитална плочаста остеоматоза најчешће се налази на скалпу. Треба је пратити, јер њена дијагноза може бити репрезентативна за споро развијајућу прогресивну хетероплазију костију (са много тежим последицама).
Фибродисплазиај хетеропласика и фибродисплазија осификанс прогресива (синдром каменог човека) су могући узроци ове болести.
Остеом коже се може наћи и код пацијената са Гарднеровим синдромом, који укључује полипозу дебелог црева, хиперплазију мрежњаче и друге израслине коштаног и меког ткива.
Вишеструки милијарни остеоми лица често су присутни код пацијената са историјом тешких акних, опекотина од сунца, неуротичним екскориацијама  или дермоабразијом. Ове мале, тврде папуле могу имати плавичасту нијансу, посебно код пацијената који су били изложени тетрациклинском третману.
Остеом коже дијагностикован је и у присуству лихен планопилариса.

## Патофизиологија
Кост настаје у кожи и меким ткивима кроз мезенхимску (мембранозну) осификацију без прекурсора или модела хрскавице (као код ендохондралне осификације скелетног система). Међутим лезије остеома коже разликују се од калцинозе коже по томе што представљају формирање кости (дермално таложење кристала хидроксиапатита) у односу на наслаге калцијумове соли.
Патогенеза примарног остеома коже има следећа два предложена механизма:
- Процес у коме се прво мезенхимске ћелије диференцирају у остеобласте а затим мигрирају на абнормалну локацију.
- Кроз остеобластичну метаплазију мезенхималних ћелија које су већ присутне у дермису, као што су то нпр. фибробласти.

## Дијагноза
Нивои калцијума у серуму и паратироидног хормона
Нивои серумског калцијума и паратироидног хормона  се раде да би се искључила Олбрајтова наследна остеодистрофија.
Конвенционални рендгенски снимци меких ткива, компјутеризована томографија (ЦТ) или ултразвук коже могу помоћи да се процени калцификација.
Конвенционалне 2Д радиографије
Конвенционална 2Д радиографија је сликовна студија која представља дијагностичке потешкоће, посебно у погледу интерпретације и локације остеома коже.
ЦТ конусног снопа
ЦТ са конусним снопом, са својим тродимензионалним (3Д) могућностима, је користан и прецизан модалитет снимања који помаже у откривању и постављању дијагнозе остеома коже.
Остеома цутис је рендгенопровидна лезија редовног облика која повремено може имати радиолуцентни центар. Густина остеома коже је идентична кости. Описани су различити облици остеома коже, укључујући крофне или пахуљице или у облику подлошка.
Биопсија коже
Хистопатолошки преглед биопсије коже са сигурношћу потврђује дијагнозу остеома коже.

## Диференцијална дијагноза
Хистолошка диференцијална дијагноза:
- пиломатриксом у свом окошталом облику
- остеохондром
- окоштали фоликул длаке (на пример, у случају меланоцитног невуса)
- остеосарком у свом екстраскелетном облику који се налази у дермису или у поткожном ткиву
- калциноза коже

Радиолошка диференцијална дијагноза:
- калцификовани флеболити
- калцификовани нодули који настају као резултат хируршких клипова, жица или шавова могу радиолошки опонашати остеома коже.

## Терапија
Лечење се заснива на уклањању израслине ексцизијом или ласерском обнављање површине до уклањања крова промене изнад коже. Третман Ер:ИАГ ласером може довести до мање хипопигментације и ожиљка за ралику од примене ласера са угљен-диоксидом.
Друге терапије (за сада са недоказаном ефикасношћу) укључују следеће:
- локалну примену третиноина за изазивање трансепидермалне елиминације,[16]
- технику микрорезом и екстирпацијом иглом.[17]

## Прогноза
Остеом коже је бенигни тумор који никада не метастазира или инфилтрира околне структуре. Прогноза ове лезије је одлична.

## Компликације
Аблативни ласерски поступци који користе угљен-диоксид и ербијум могу изазвати кожне пигментне промене.